# Chinchani
Chinchani ( Chinchni) è una suddivisione dell'India, classificata come census town, di 13.435 abitanti, situata nel distretto di Thane, nello stato federato del Maharashtra. In base al numero di abitanti la città rientra nella classe IV (da 10.000 a 19.999 persone).

## Geografia fisica
La città è situata a 19° 52' 0 N e 72° 42' 0 E e ha un'altitudine di 8 m s.l.m..

## Società

### Evoluzione demografica
Al censimento del 2001 la popolazione di Chinchani assommava a 13.435 persone, delle quali 6.820 maschi e 6.615 femmine. I bambini di età inferiore o uguale ai sei anni assommavano a 1.514, dei quali 816 maschi e 698 femmine. Infine, coloro che erano in grado di saper almeno leggere e scrivere erano 10.677, dei quali 5.683 maschi e 4.994 femmine.